# Jean de Clamorgan
Jean de Clamorgan, né en 1480 dans le diocèse de Coutances, en Normandie, est un amiral, écrivain et seigneur de Saint-Pierre-Église aujourd'hui dans le département de la Manche. 

## Biographie
Longtemps marin, puis capitaine et finalement amiral dans la Marine du roi de France François Ier ce dernier fut le premier capitaine du Ponant et s'illustra notamment lors de la bataille navale de Muros en 1543. Après son service il se retira dans ses possessions normandes de Saint-Pierre-Église.
Jean de Clarmorgan était également connu pour son rôle de maître chasseur ce qui le conduisit à écrire son célèbre Traité de la chasse au loup aussi nommé Chasse au loup, nécessaire à la maison rustique et publié en 1566 ou 1574 selon les différentes sources,. Il serait encore l’auteur d’une mappemonde que François Ier fit placer dans sa bibliothèque.
Jean de Clamorgan obtiendra de François Ier la création à Saint-Pierre-Église un marché sur la place du village qui existe toujours.